# 500 (rovás)
A rovás 500 a székely-magyar rovásban használatos számjel, amely az ezres jelének megfelezése. 

## Számértéke
A rovásjel az 500-as számot fejezi ki, hagyományos írásmódja szerint: 

## Története

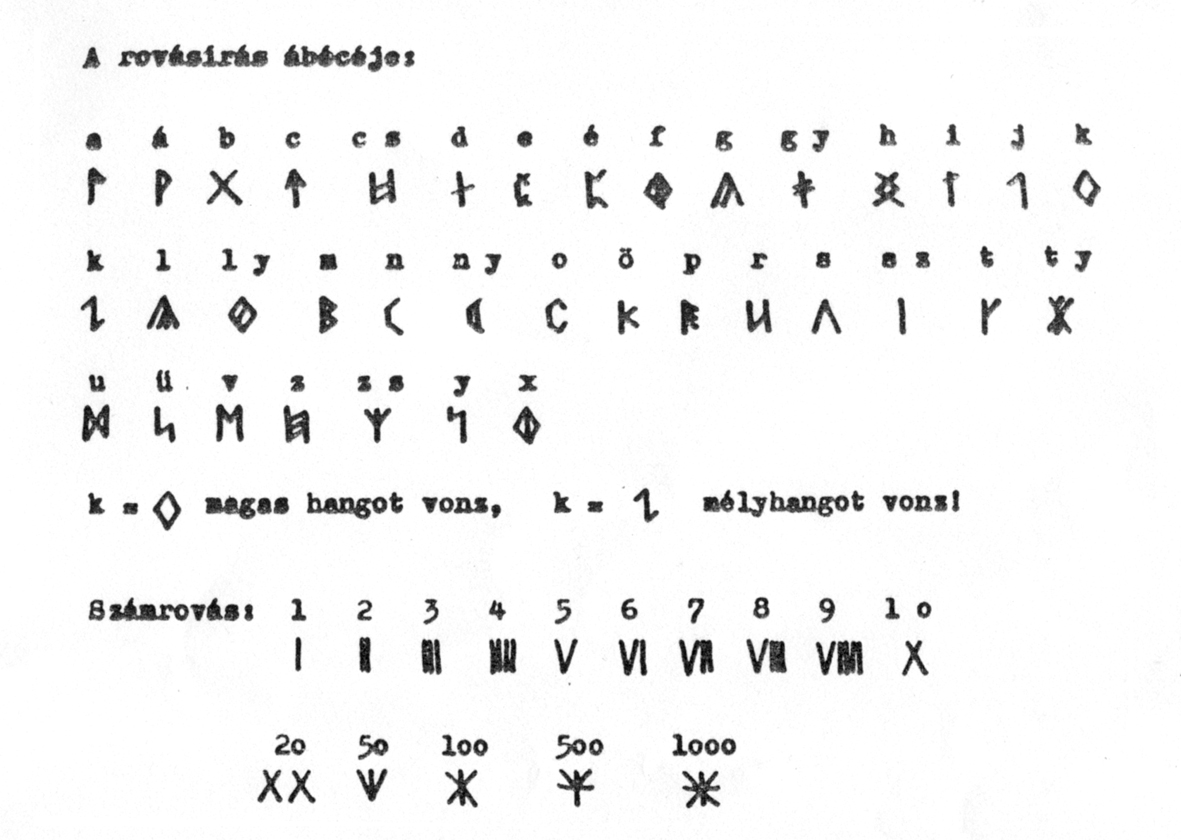
Bárczy Zoltán: Magyar rovásírás ábécéje (1971)

### 1943
Barátosi Lénárth Lajos: "a lámakolostorban talált ősírás kulcsa"

### 1971
Az 500-as jelére 1971-ben Bárczy Zoltán javasolt önálló jelet, melynek továbbfejlesztett változata az 1000-es rovásjelének  felezett változata: 

### 1996
Nagy Béla, középiskolai tanár programozta az első rovás 500-as jelet.

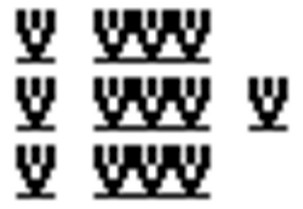
A rovás 500-as jele - nagybetűs változat (1997.05.10). Rovásos szövegszerkesztő képernyőképe, 1996. Számítástechnikai órákon volt használva

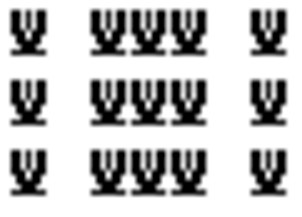
A rovás 500-as jele - kisbetűs változat (1997.05.10).(Béla Nagy)

### 2003
Koricsánszky Attila: Magyar számrovás

### 2008
Rumi Tamás: Az ötszázas jel

### 2009
Zomoráné Cseh Márta: Számrovás

### 2011
Nyíri Attila: Az ősi számrendszerünk használhatóságáról és a tizedesszám kialakításáról.

### 2012
Romek, Károly: A "Magrun" készletek betűi és billentyűzet kiosztása

## Számítástechnikai megjelenítése

A korszerű székely-magyar rovás abc

### Betűkészlet
Ingyenesen letölthető a Rovás Kiterjesztett JB helyről. A hozzá tartozó kódtáblázat a kódtábla helyről érhető el.

## Forrásművek

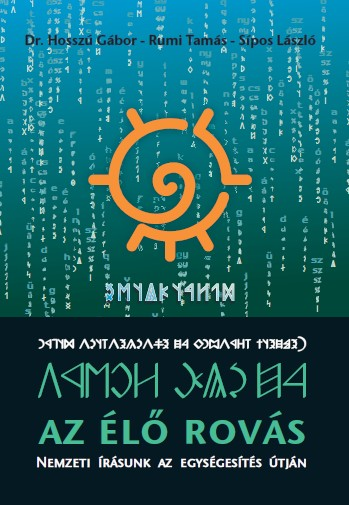
Az Élő Rovás

- Élő rovás szaktanácskozás könyve Élő Rovás - Nemzeti írásunk a szabványosítás útján. Imagent Kft. – Wou kft., Budapest, 2008. 1. kiadás ISBN 9789638796714
- Élő rovás szaktanácskozás könyve Élő Rovás - Nemzeti írásunk az egységesítés útján. Imagent Kft. – Wou kft., Budapest, 2010. 2. kiadás ISBN 9789638796752
- Bárczy, Zoltán (1971): Magyar rovásírás [Hungarian Rovas Script], “Nap fiai” újság melléklete [Sons of the Sun], 1971.
- A Magyar Rovásírók Közösségének javaslata (készítette Dr. Hosszú Gábor): Proposal for encoding the Szekler-Hungarian Rovas in the BMP and the SMP of the UCS Archiválva 2008. december 21-i dátummal a Wayback Machine-ben, 2008. október 4.
- Rovásírás konferencia - Gödöllői Szolgálat c. újság, 2008. október 9.
- Für Zoltán: A magyar rovásírás ábécés könyve, Püski, 1999.
- Vér Sándor (2001): Életfa. Szeged: Bába és Társai, 2001 (Első kiadás), 2003 (Második kiadás), 2008 (Harmadik kiadás).
- Gábor Hosszú (2011): Heritage of Scribes. The Relation of Rovas Scripts to Eurasian Writing Systems.  First edition. Budapest: Rovas Foundation, ISBN 978-963-88437-4-6, available in Google Books at https://books.google.hu/books?id=TyK8azCqC34C&pg=PA1
- Kéki Béla: Az írás története, Gondolat, 1971.
- Rumi Tamás - Sípos László: Rovás Alapismeretek, 2010. ISBN 978-963-88437-1-5

## Székely-magyar rovásírásra átíró szövegszerkesztők
- Latin-kárpát-medencei rovásra átíró program
- Kliha Gergely által készített Firefox bővítmény, amely kárpát-medencei és székely-magyar rovásra is át tud alakítani